# Нове Ґродзьке
Нове Ґродзьке (пол. Nowe Grodzkie) — село в Польщі, у гміні Кулеше-Косьцельне Високомазовецького повіту Підляського воєводства.
Населення — 99 осіб (2011).
У 1975-1998 роках село належало до Ломжинського воєводства.

## Демографія
Демографічна структура станом на 31 березня 2011 року:
|          | Загалом | Допрацездатний вік | Працездатний вік | Постпрацездатний вік |
| -------- | ------- | ------------------ | ---------------- | -------------------- |
| Чоловіки | 48      | 12                 | 30               | 6                    |
| Жінки    | 51      | 15                 | 23               | 13                   |
| Разом    | 99      | 27                 | 53               | 19                   |